# Kevil (Kentucky)
Kevil es una ciudad ubicada en el condado de Ballard en el estado estadounidense de Kentucky. En el Censo de 2010 tenía una población de 376 habitantes y una densidad poblacional de 342,39 personas por km².

## Geografía
Kevil se encuentra ubicada en las coordenadas 37°5′6″N 88°53′5″O / 37.08500, -88.88472. Según la Oficina del Censo de los Estados Unidos, Kevil tiene una superficie total de 1.1 km², de la cual 1.1 km² corresponden a tierra firme y (0%) 0 km² es agua.

## Demografía
Según el censo de 2010, había 376 personas residiendo en Kevil. La densidad de población era de 342,39 hab./km². De los 376 habitantes, Kevil estaba compuesto por el 98.4% blancos, el 0.27% eran afroamericanos, el 0% eran amerindios, el 0.27% eran asiáticos, el 0% eran isleños del Pacífico, el 0.27% eran de otras razas y el 0.8% pertenecían a dos o más razas. Del total de la población el 0.27% eran hispanos o latinos de cualquier raza.